# ملعب ساكسونيا السفلى
ملعب ساكسونيا السفلى (بالألمانية: Niedersachsenstadion) أو هاينتس فون هايدن أرينا لأسباب الرعاية (بالألمانية: Heinz-von-Heiden-Arena) هو ملعب ألماني افتتح في 28 سبتمبر 1954 وجدد في 2005، وقد لعب فيه بعض مباريات بطولة كأس العالم 2006، وتبلغ سعة هذا الملعب حوالي 45 ألف متفرج، ويمتلك هذا الملعب حالياَ نادي هانوفر الألماني.